# 格拉尔迪娜·罗伊特勒
格拉尔迪娜·约瑟菲娜·罗伊特勒（德語：Géraldine Joséphine Reuteler；1999年4月21日—），瑞士女子足球运动员，司职后卫，目前效力于法兰克福足球俱乐部和瑞士国家女子足球队。她曾代表瑞士参加2022年欧洲女子足球锦标赛和2023年国际足联女子世界杯等多场国际赛事。